# Elaphoidella shawangunkensis
Elaphoidella shawangunkensis är en kräftdjursart som beskrevs av Strayer 1989. Elaphoidella shawangunkensis ingår i släktet Elaphoidella och familjen Canthocamptidae. Inga underarter finns listade i Catalogue of Life.